# Matrice (technologie)
Pour les articles homonymes, voir Matrice.

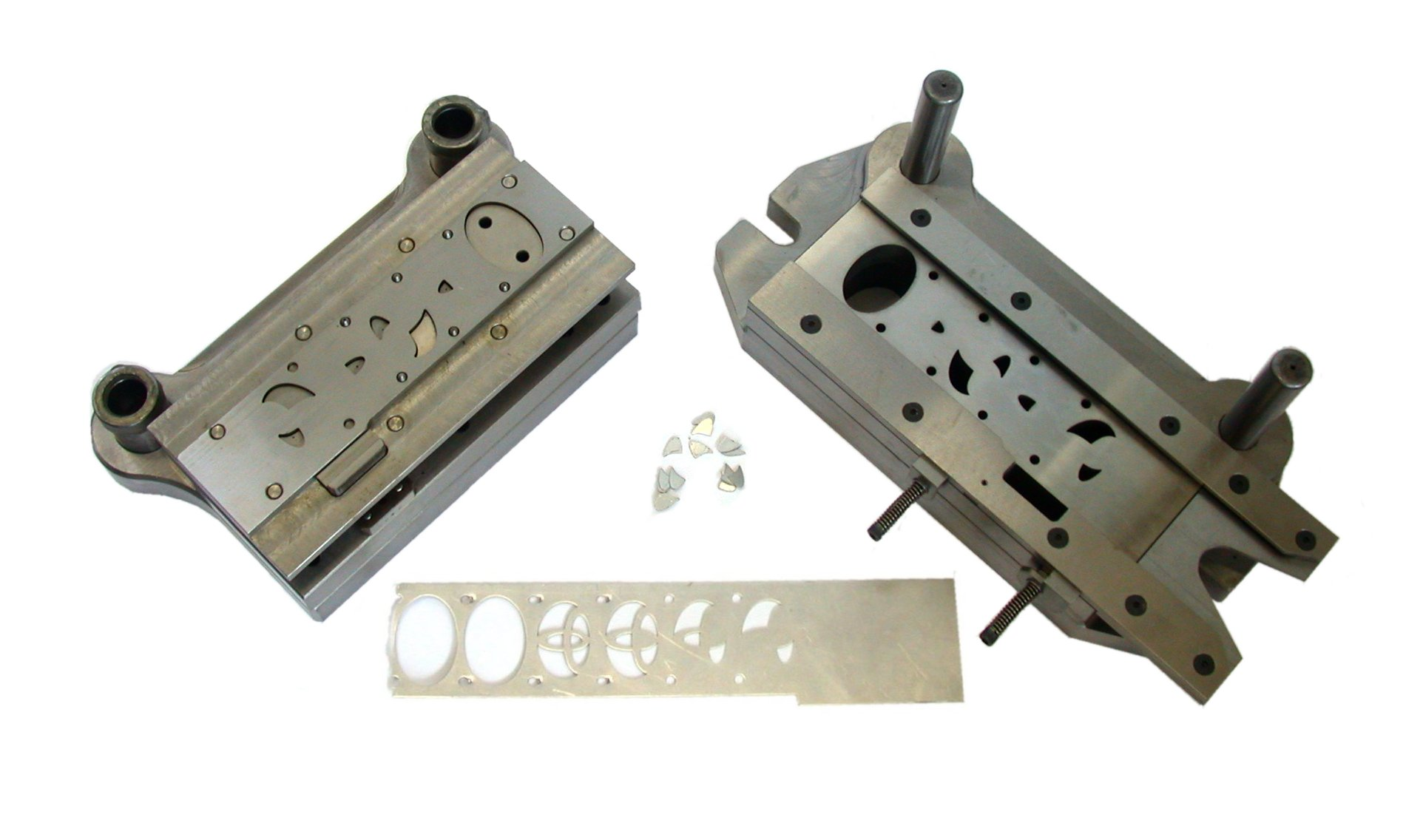
Matrice progressive (ouverte) utilisée pour réaliser le logo de Toyota.

En technologie, une matrice est l'empreinte en creux, réalisée dans un bloc de matière, qui représente la pièce à créer. La matrice est tributaire du poinçon dans la plupart des cas.

## Domaine d'application
- En forge, pour le forgeage à chaud ou à froid de pièces généralement en acier, plus ou moins volumineuses. on parle aussi de matriçage.
- En emboutissage, pour la confection, généralement à froid, de pièces minces en tole métallique (acier, aluminium, cuivre, or, etc.). On parle aussi d'estampage. La matrice s'accompagne toujours d'un poinçon qui peut être matérialisé par une forme solide (cas le plus général), ou par l'action d'un gaz (cas de l'emboutissage à l'explosif).
- Dans la métallurgie des poudres, pour la compression de la poudre ou pour les opérations qui suivent le frittage comme le filage, ou le calibrage des pièces frittées.

## Réalisation des matrices et poinçons
Réalisés à partir d'un modèle (appelé aussi plaque modèle) qui sert de guide pour la réalisation de la matrice sur une machine reproductrice.
Pour la technique de pointe, la matrice et le poinçon sont directement réalisés à partir du dessin numérisé sur une machine à commande numérique.